# 조디 고든
조디 고든(Jodi Gordon, 1985년 2월 1일 ~ )은 오스트레일리아의 배우, 모델이다.

## 출연 작품
- 애니 퀘스천 포 벤? (2012)
- 더 컵 (2011)
- 슈버비아 (2010)
- 홈 앤 어웨이 (1988)